# Валуєв Володимир Миколайович

Надгробок Володимира Валуєва на Байковому кладовищі

Володи́мир Микола́йович Валу́єв (1908 , Харків, Харківська губернія, Російська імперія  — 14 липня 1977 , Київ ) — український радянський державний діяч, заступник голови Ради Міністрів УРСР, міністр місцевої та паливної промисловості УРСР. Кандидат у члени ЦК КП(б)У (1949–1952). Член ЦК КПУ (1954–1960). Депутат Верховної Ради УРСР 1–2-го та 4-го скликань.

## Біографія
Народився в липні 1908 року в родині робітника в місті Харків, тепер Харківська область, Україна. Трудову діяльність розпочав у чотирнадцятирічному віці, пройшов шлях від робітника до директора заводу.
Член ВКП(б) з 1928 року.
У 1933–1937 роках —  директор заводу механічного лиття в Харкові.
У 1937 році закінчив Харківську промислову академію.
У 1937–1941 роках — голова Харківської обласної планової комісії, заступник голови виконавчого комітету Харківської обласної ради депутатів трудящих.
У 1941–1942 роках — уповноважений оперативної групи Військової ради 21-ї армії, учасник німецько-радянської війни.
У 1942 – серпні 1943 року — заступник голови виконавчого комітету Харківської обласної ради депутатів трудящих.
З серпня 1943 по 28 лютого 1944 року — тво. голови Державної планової комісії Української РСР.
28 лютого 1944 — 4 травня 1950 року — голова Державної планової комісії Української РСР.
У серпні 1950 — травні 1953 року — заступник міністра місцевої промисловості Української РСР.
У травні — 11 вересня 1953 — 1-й заступник міністра місцевої та паливної промисловості Української РСР.
11 вересня 1953 — 15 лютого 1954 року — міністр місцевої та паливної промисловості Української РСР.
19 лютого 1954 — 22 січня 1957 року — заступник голови Ради Міністрів Української РСР.
22 січня — 31 травня 1957 року — міністр місцевої та паливної промисловості Української РСР.
31 травня 1957 – лютий 1958 року — голова Ради народного господарства Львівського економічного адміністративного району.
У березні 1958–1962 роках — заступник голови Державного науково-технічного комітету Ради Міністрів Української РСР.
У жовтні 1963–1969 роках — голова планової комісії Південно-Західного економічного району УРСР.
З 1969 року — персональний пенсіонер союзного значення. Працював завідувачем відділу редакції журналу «Економіка Радянської України».

## Нагороди
- орден Леніна
- Почесна грамота Президії Верховної Ради Української РСР (26.07.1968)